# يوتونجيون

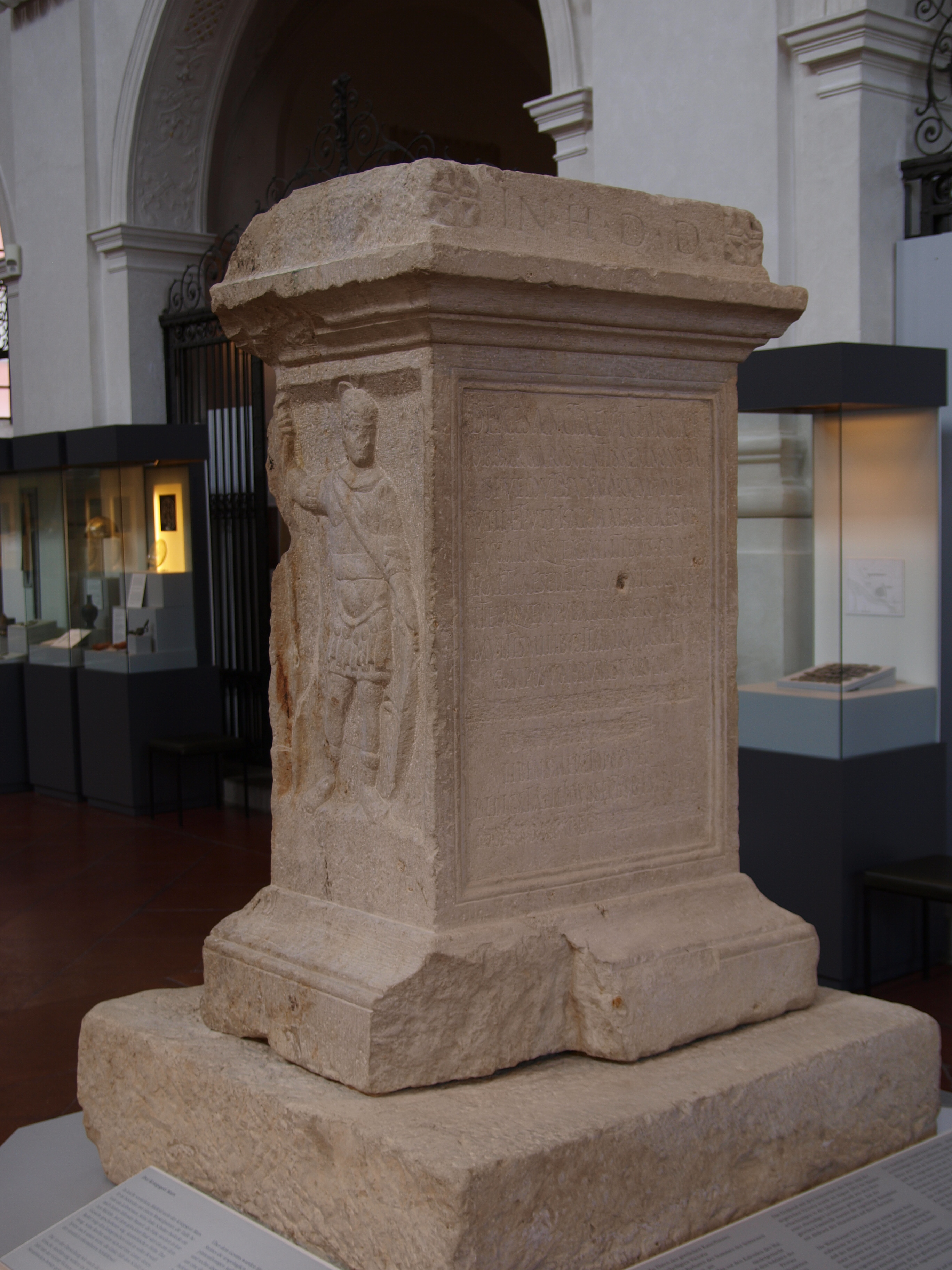

اليوتونجيون (بالألمانية: Juthungen) قبيلة الجرمانية ضمن الألامانيين و من الفرع السويبي على وجه التحديد ، عاشوا بين نهري الدانوب وألتمول في بافاريا الحالية.